# 모동중학교
모동중학교(毛東中學校)는 대한민국 부산광역시 사상구 모라동에 있는 공립 중학교이다.

## 학교 연혁
- 1994년 2월 26일 : 모동중학교 개교 설립 인가
- 1994년 3월 1일 : 개교 및 초대 민강기 교장 취임
- 1997년 2월 15일 : 제1회 졸업식 거행(남 267명, 여 260명)
- 2008년 9월 1일 : 교원능력개발평가 선도학교 운영
- 2010년 3월 1일 : 학부모교육 연구학교 운영
- 2011년 3월 1일 : 2009개정 교육과정 연구‧선도학교 운영
- 2012년 3월 1일 : 창의 인성교육 모델학교 운영
- 2013년 3월 1일 : 사상지구 공교육 만족 프로젝트 운영
- 2015년 10월 21일 : 다목적 강당(한울관) 개관
- 2022년 3월 1일 : 부산 다행복 나눔학교 지정(~2026.2)
- 2023년 9월 1일 : 제14대 손영욱 교장 취임
- 2025년 1월 8일 : 제29회 졸업식(졸업생 74명, 누계 6,719명)
- 2025년 3월 4일 : 제32회 입학식(3학급 86명)

## 참고 자료
- 모동중학교 - 한국교육학술정보원 학교알리미